# بيتر ساذرلاند
بيتر دينيس ساذرلاند (بالإنجليزية: Peter Denis Sutherland)‏ هو رجل أعمال ومحامي وسياسي أيرلندي سابق شغل منصب الممثل الخاص للأمم المتحدة للهجرة الدولية، وشغل سابقًا منصب المدعي العام لأيرلندا من عام 1981إلى عام 1984، والمفوض الأوروبي المسؤول عن سياسة المنافسة من عام 1985 إلى عام 1989؛ كما شغل منصب المدير العام المؤسس لمنظمة التجارة العالمية، المعروفة سابقًا باسم الاتفاقية العامة للتعريفة الجمركية والتجارة (GAAT) من عام 1993 إلى عام 1995، والرئيس السابق لشركة غولدمان ساكس (1995-2015).
كان ساذرلاند محاميًا ومستشارًا أقدم لمجلس نقابة المحامين في أيرلندا. اشتهر بالخدمة في مجموعة متنوعة من المنظمات الدولية والأدوار السياسية والتجارية، حيث شغل ساذرلاند منصب الممثل الخاص للأمين العام للأمم المتحدة لشؤون الهجرة الدولية حتى مارس 2017. حيث عُيّن في يناير 2006، وكان مسؤولاً عن إنشاء المنتدى العالمي للهجرة والتنمية (GFMD). شغل منصب رئيس اللجنة الكاثوليكية الدولية للهجرة، وكذلك عضو في المجلس الاستشاري للهجرة في المنظمة الدولية للهجرة. حصل على العديد من الجوائز بما في ذلك جائزة شخصية العام الأوروبية (1988).

## النشأة والشخصية
يحمل ساذرلاند الجنسية الأيرلندية، وهو من أصل اسكتلندي. ولد في دبلن في الخامس والعشرين من أبريل عام 1946، وتلقى تعليمه في كلية غونزاغا في دبلن. تخرج في القانون المدني من كلية دبلن الجامعية وعمل في نقابة المحامين الأيرلندية بين عامي 1969 و1980. لعب سائرلاند الرغبي في الجامعة وفي أثناء ممارسته للعبة الرغبي في مركز الهجوم حيث كان قائدًا لفريق كلية دبلن الجامعية للرغبي، تزوج من ماروجا كابريا، وهي إسبانية في عام 1974 وكان له منها ثلاثة أولاد.

## الدخول في السياسة
تعين ساذرلاند مدعيًا عامًا لأيرلندا في يونيو 1981، واستقال في مارس 1982 وتولى المنصب مرة أخرى بين ديسمبر 1982 وديسمبر 1984.

### مفوضية الاتحاد الأوروبي
عُيِّن ساذرلاند في المفوضية الأوروبية عام 1985 وكان مسؤولاً عن سياسة المنافسة، حتى عام 1985، وكان مسؤولًا أيضًا عن التعليم. وقال إنه مسرور بشكل خاص لاقتراح إنشاء برنامج إيراسموس (مخطط العمل الإقليمي الأوروبي لتنقل طلاب الجامعات) الذي يسمح لطلاب الجامعات الأوروبية بالدراسة في الدول الأعضاء الأخرى.
وكان ساذرلاند رئيسًا للجنة التي أنتجت تقرير ساذرلاند حول استكمال السوق الداخلية للجماعة الاقتصادية الأوروبية، بتكليف من المفوضية الأوروبية وتم تقديمه إلى المجلس الأوروبي في اجتماع إدنبره عام 1992. وكان أصغر مفوض أوروبي على الإطلاق وخدم في لجنة ديلورز الأولى، حيث لعب دورًا مهمًا في فتح المنافسة في جميع أنحاء أوروبا، ولا سيما قطاعات الطيران والاتصالات والطاقة. كما لعب دورًا رئيسيًا في تعزيز سيطرة الدولة على المساعدات، لا سيما من خلال قضية بوساك البارزة.

### منظمة التجارة العالمية
في عام 1993 أصبح المدير العام للاتفاقية العامة للتعريفات الجمركية والتجارة (الآن منظمة التجارة العالمية حيث كان أول مدير عام لها). نسب ميكي كانتور، الممثل التجاري للولايات المتحدة، الفضل إليه في كونه والد العولمة وقال إنه بدونه لما كانت هناك منظمة التجارة العالمية. أنتجت جولة الأوروغواي من محادثات التجارة العالمية، التي اختتمت في ديسمبر 1993 مع ساذرلاند كرئيس للجات، «نظامًا تجاريًا عالميًا شاملاً وقائمًا على القواعد»، والذي كان أكبر اتفاقية تجارية في التاريخ أنشأت منظمة التجارة العالمية. وقد أشير إلى دوره الأساسي في الاختتام الناجح لهذه المفاوضات على أنه «لا غنى عنه». خلال رئاسة جولة الأوروغواي، استخدم ساذرلاند «تكتيكات لم يسبق لها مثيل من قبل في الجات... لقد عمل على خلق شعور بزخم لا يمكن إيقافه» من خلال حشد الصحافة والإعلام وتحريض «علاقات عامة أكثر عدوانية من التي اتبعتها الجات الراسخة من أي وقت مضى».
كتاب عام 2013 لكريغ فان غراستك من كلية هارفارد كينيدي، نشرته منظمة التجارة العالمية، تاريخ ومستقبل منظمة التجارة العالمية، أوضح دور ساذرلاند في تشكيل وإنشاء الهيئة.
حول الارتقاء بدور المدير العام، كتب فان غراستك: «لقد تم تشكيل المكتب إلى حد كبير من قبل الشخص الذي يشغله، والمدير العام بيتر ساذرلاند الذي شغل منصب المدير العام الأخير لاتفاقية الجات وأول مدير لمنظمة للتجارة العالمية. أعاد تحديد الدور والصلات بين ذلك المكتب والقيادة في الأعضاء بطريقة أعطته وخلفائه خيارات إضافية لإجراء المفاوضات». كان لساذرلاند دور فعال في رفع منصب المدير العام إلى منصب يتعامل مباشرة مع الرؤساء ورؤساء الوزراء، وليس الوزراء فقط، وهو عامل رئيسي في نجاح المفاوضات والتقدير السياسي للهيئة في المستقبل. وهو رئيس المجلس الاستشاري للمدير العام لمنظمة التجارة العالمية الذي أصدر تقرير مستقبل منظمة التجارة العالمية الصادر عام 2005.

### سياسة الهجرة
دعا ساذرلاند بشدة إلى الهجرة غير المقيّدة إلى الاتحاد الأوروبي. أعطى ساذرلاند رأيه إلى لجنة الشؤون الداخلية بمجلس اللوردات في المملكة المتحدة في 21 يونيو 2012 باعتباره (أ) أنه «على المستوى الأساسي يجب أن يتمتع الأفراد بحرية الاختيار» فيما يتعلق بالعمل والدراسة في البلدان الأخرى وأن على دول الاتحاد الأوروبي التوقف عن استهداف المهاجرين «ذوي المهارات العالية» (وعلى العكس من ذلك، وضع قيود على المهاجرين ذوي المهارات المنخفضة). كما يجادل ساذرلاند (ب) أن الهجرة «ديناميكية حاسمة للنمو الاقتصادي» وأن هذا هو الحال «مهما كان من الصعب شرح ذلك لمواطني تلك الدول». كانت آراء ساذرلاند المعلنة بشأن السياسة هي (أ) أنه «من المهم بشكل أساسي أن تتعاون الدول في سياسة الهجرة بدلاً من تطوير سياساتها الخاصة بمعزل عن غيرها». (ب) أن التعددية الثقافية أمر حتمي ومرغوب فيه على حد سواء: «من المستحيل اعتبار أن درجة التجانس التي تنطوي عليها الحجة الأخرى يمكن أن تستمر لأن الدول يجب أن تصبح دولًا أكثر انفتاحًا، من حيث الأشخاص الذين يسكنونها» وكذلك (ج) «ينبغي على الاتحاد الأوروبي -في رأيي- أن يبذل قصارى جهده لتقويض» أي«إحساس بتجانسنا واختلافنا عن الآخرين». وأضاف أن شيخوخة أو انخفاض عدد السكان الأصليين في دول مثل ألمانيا أو دول جنوب الاتحاد الأوروبي كانت «الحجة الرئيسية، وأنا أتردد في استخدام الكلمة لأن الناس هاجموها، من أجل تطوير دول متعددة الثقافات»

## أعماله ومناصبه
شغل ساذرلاند منصب رئيس مجلس إدارة شركة أي آي بي الهولندية AIB من عام 1989 حتى عام 1993. وكان أيضًا مديرًا غير تنفيذي لشركة مواد البناء العملاقة CRH من 1989 إلى يوليو 1993.
شغل منصب رئيس مجلس الإدارة غير التنفيذي لشركة إنترناشيونال غولدمان ساكس (وسيط تاجر مسجل في المملكة المتحدة، وهي شركة تابعة لشركة غولدمان ساكس) حتى يونيو 2015. حتى يونيو 2009 كان رئيس مجلس الإدارة غير التنفيذي لشركة بريتيش بتروليوم وحل محله كارل هنريك سفانبرج الرئيس التنفيذي السابق لشركة إريكسون. كان ساذرلاند مديرًا لمجموعة رويال بانك أوف سكوتلاند إلى أن طُلب منه مغادرة مجلس الإدارة عندما كان يتعين على حكومة المملكة المتحدة الاستيلاء عليها لتجنب الإفلاس. كما عمل سابقًا في مجلس إدارة إيه بي بي. خدم في اللجنة التوجيهية لمجموعة بيلدربيرغ، حتى مايو 2014 وهو الرئيس الفخري للجنة الثلاثية (2010 -)، وكان رئيسًا للجنة الثلاثية (أوروبا) (2001-2010) وكان نائب رئيس المائدة المستديرة الأوروبية للصناعيين (2006-2009).
شغل منصب رئيس مجلس محافظي المعهد الأوروبي للإدارة العامة (ماستريخت) من عام 1991 إلى عام 1996. وهو الرئيس الفخري للحركة الأوروبية بأيرلندا.
وكان عضوًا في مجلس المستشارين الدوليين للرئيس التنفيذي لهونج كونج بين عامي 1998 و2005. وقد أصدر تقرير ساذرلاند للحكومة البرتغالية بشأن تسليم ماكاو إلى الصين في يناير 2000.
كان رئيسًا للصندوق الفيدرالي للتعليم والبحوث، وهو مركز أبحاث بريطاني. شغل منصب رئيس مجلس إدارة صندوق أيرلندا لبريطانيا العظمى من 2001 إلى 2009، وهو جزء من الصناديق الأيرلندية. وكان عضوًا في المجلس الاستشاري لأعمال لأوروبا الجديدة، وهي مؤسسة فكرية بريطانية مؤيدة لأوروبا.
كان عضوًا في لجنة الأمن البشري التي أنشأتها الحكومة اليابانية والتي قدمت تقاريرها إلى الأمم المتحدة في عام 2003.
في عام 2005، عُيّن سفيراً للنوايا الحسنة لمنظمة الأمم المتحدة للتنمية الصناعية. في ربيع عام 2006 عُيّن رئيسًا لمجلس كلية لندن للاقتصاد بدءًا من عام 2008. وهو المنصب الذي شغله حتى فبراير 2015.
في يناير 2006، عَيّنه الأمين العام للأمم المتحدة كوفي عنان ممثلًا خاصًا له لشؤون الهجرة. في هذا المنصب، كان مسؤولاً عن تعزيز إنشاء منتدى عالمي حول الهجرة والتنمية، وهو جهد تقوده الدولة مفتوح لجميع أعضاء الأمم المتحدة ويهدف إلى مساعدة الحكومات على فهم أفضل لكيفية استفادة الهجرة من أهدافها الإنمائية. وقد أشادت الدول الأعضاء في الأمم المتحدة بالمنتدى العالمي في حوار الأمم المتحدة رفيع المستوى حول الهجرة الدولية والتنمية، في سبتمبر 2006. في 5 كانون الأول (ديسمبر) 2006، عُيّن مستشارًا للقسم الاستثنائي لإدارة تراث الكرسي الرسولي (مستشارًا ماليًا للفاتيكان).
في 22 يناير 2010، قال أثناء وجوده في دبلن إن أيرلندا لا تستطيع تحمل تكاليف سبع جامعات شاملة من الدرجة الأولى تتمتع بقدرات بحثية.
في أيلول (سبتمبر) 2010، قبل ميزانية الحكومة الأيرلندية لعام 2011، قال ساذرلاند عن اقتراح بتخفيض قدره 3 مليارات يورو في النفقات، «الرقم 3 مليارات تم افتراضه على أنه التحسين المطلوب في الميزانية القادمة». «قيل لنا إن هذا هو كل ما يمكن أن يتحمله النظام السياسي، ولكن إذا قبلت جميع الأحزاب السياسية الرئيسية أن هناك حاجة إلى المزيد -على الرغم من الاختلاف ربما حول مكان العثور على 3 مليارات يورو- ونحن على استعداد لقول ذلك، يمكننا أن نجد طريقة». وقال ساذرلاند إن التخلف عن سداد ديون الدولة سيترك الحكومة بدون القدرة على إدارة شؤونها أو جمع التمويل. وقال «إنه ببساطة ليس خيارًا للاختيار».
وكان ساذرلاند أيضًا الرئيس المشارك للمجموعة رفيعة المستوى التي عينتها حكومات ألمانيا والمملكة المتحدة وإندونيسيا وتركيا لتقديم تقرير عن اختتام جولة الدوحة ومستقبل المفاوضات التجارية متعددة الأطراف. تقرير صادر في مايو 2011.
في عام 2012، أصبح ساذرلاند الرئيس الفخري لمركز السياسة الأوروبية المستقل الذي يتخذ من بروكسل مقراً له.
أعاد ساذرلاند تأكيد وجهة نظره في المقال المشترك الذي شارك في تأليفه مع سيسيليا مالمستروم بعنوان «تحدي الهجرة: يجب على السياسيين في أوروبا قبول مجتمعات اجتماعية متنوعة»، حيث تنص الفقرة الافتتاحية على ما يلي:
«أوروبا تواجه مأزق الهجرة. يتبنى السياسيون من التيار الرئيسي، المحتجزون كرهائن من قبل الأحزاب المعادية للأجانب، خطابًا مناهضًا للمهاجرين لكسب جمهور خائف، في حين يتم تهميش المولودين في الخارج بشكل متزايد في المدارس والمدن وأماكن العمل. ومع ذلك، على الرغم من ارتفاع معدلات البطالة في معظم أنحاء القارة، فإن الكثير من أرباب العمل يفتقرون إلى العمال الذين يحتاجونهم. هناك نقص في المهندسين والأطباء والممرضات؛ وكذلك عمال المزارع والمساعدين الصحيين. ولا يمكن أن يكون لدى أوروبا عدد كافٍ من رواد الأعمال الذين تقود أفكارهم الاقتصادات ويخلقون فرص العمل».

## السنوات الاخيرة
في مقابلة مع صحيفة آيرش تايمز في أوائل عام 2010، كشف ساذرلاند أنه في صيف 2009، خلال العطلة، لاحظ أحد أطفاله تورمًا في حلقه أثناء جلوسهم على الشاطئ. في غضون أسبوع عاد إلى وطنه في لندن لإجراء عملية جراحية كبيرة. خضع ساذرلاند لعملية جراحية لسرطان الحلق في أغسطس 2009 وبعد العملية خضع للعلاج الكيميائي والعلاج الإشعاعي.
بالنسبة لساذرلاند، أحد مواطني أوروبا، كان أسوأ جزء في مرضه هو فقدان «القتال المميت» للقتال من أجل التصويت بنعم في استفتاء لشبونة الثاني.
زار ساذرلاند السياسي الأيرلندي براين لينيهان ليخبره عن العمل الرائع الذي كان يعتقد أنه يقوم به ولقول إن لينيهان لديه القدرة على أن يكون واحداً من أعظم الطاويين في القرن الحادي والعشرين. ويقول إن لينيهان فوجئ. يعتقد ساذرلاند أن أيرلندا فشلت من الناحية الاقتصادية خلال معظم العقود الأربعة الماضية باستثناء «فترة متألقة» من 1994 إلى 2002 عندما استفادت الدولة من تغييرات الاتحاد الأوروبي التي أدت إلى تحرير حركة السلع ورأس المال والخدمات في جميع أنحاء أوروبا.
خارج القطاع المصرفي، أنهى ساذرلاند في أوائل عام 2010 فترة 13 عامًا كرئيس لشركة بي بي، أكبر شركة نفط في أوروبا. في مرحلة ما خلال فترة ولايته، تم تقييم الشركة في سوق الأوراق المالية بمبلغ 236 مليار جنيه إسترليني وكانت تحقق 42 مليون جنيه إسترليني في اليوم من الأرباح.
عرض عليه كوفي عنان منصب المفوض السامي للأمم المتحدة مرتين، وهي حقيقة، كما يقول، لم يكشف عنها علنًا من قبل، لكنه رفض في المرتين بسبب التزامات أخرى. يستشهد بعمله في الجات وتقديم برنامج تبادل الطلاب إيراسموس عندما شغل لفترة وجيزة حقيبة التعليم في المفوضية في عام 1986 كأكثر إنجازين له مكافأة.
فيما يتعلق بالمرحلة التالية من حياته المهنية، كشف ساذرلاند أنه قرر الانضمام إلى ثلاث مجالس، في شركة التأمين الألمانية أليانز؛ وكوتش القابضة، أكبر تكتل تركي؛ وشركة الشحن بي دابليو شوبينغ الموجودة في سنغافورة.

## الوفاة
في سبتمبر 2016، أصيب ساذرلاند بنوبة قلبية بينما كان في طريقه لحضور قداس في الكنيسة الكاثوليكية في لندن. وبعد ستة أشهر، استقال من منصبه كممثل خاص للأمين العام للأمم المتحدة لشؤون الهجرة الدولية بسبب سوء حالته الصحية. بعد صراع طويل مع المرض، توفي ساذرلاند في دبلن في 7 يناير 2018، بسبب مضاعفات عدوى، عن عمر يناهز 71 عامًا.

## الأوسمة والجوائز والدكتوراه الفخرية
حصل ساذرلاند على ما مجموعه خمسة عشر درجة دكتوراه فخرية من جامعات في أوروبا وأمريكا. وحصل كذلك على العديد من الجوائز والأوسمة منها:
- وسام جوقة الشرف (فرنسا 1993).
- وسام علوي (المغرب 1994).
- وسام القديس ميخائيل والقديس جرجس (المملكة المتحدة 2004).
- وسام الصليب الأكبر للاستحقاق المدني.[47]
- نيشان الأمير هنري من رتبة الصليب الأعظم.[48]

| سبقه آرثر دنكل | مدير عام الاتفاقية العامة للتعريفات الجمركية والتجارة(1) 1993-1995 | تبعه ريناتو روجيرو |

## الهوامش
- 1 حتى تشكيل منظمة التجارة العالمية في عام 1995 كان بيتر ساذرلاند آخر مدير عام للاتفاقية العامة للتعريفات الجمركية والتجارة، وأول مدير لمنظمة التجارة العالمية.

## روابط خارجية
- تحقيق اللورد وولف في LSE وليبيا، مارس 2011
- أرشيف بيتر ساذرلاند
- أوراق لجنة بيتر ساذرلاند وثلاث مقابلات معه تم إيداع INT670 و INT273 و INT274 في المحفوظات التاريخية للاتحاد الأوروبي